# Пюгяярви (озеро, Муезерский район)
Пюгяярви — озеро на территории Лендерского сельского поселения Муезерского района Республики Карелия.

## Общие сведения
Площадь озера — 0,8 км². Располагается на высоте 204,6 метров над уровнем моря.
Форма озера лопастная, продолговатая, вытянуто с юга на север. Берега озера каменисто-песчаные, изрезанные, местами заболоченные.
С севера и юга в озеро впадают два безымянных ручья, вытекающие из заболоченных ламбин без названия.
Сток из озера осуществляется протокой, соединяющей Пюгяярви с  озером Шаверки, откуда вытекает река Шаверка, втекающая в реку Хаапайоки.
В озере расположены четыре некрупные острова.
Код водного объекта в государственном водном реестре — 01050000111102000011226.